# Primarias parlamentarias de la Nueva Mayoría de 2013
Las primarias parlamentarias de la Nueva Mayoría del año 2013 fueron el método de elección de varios candidatos a diputado y senador de tal coalición chilena, para las elecciones parlamentarias de 2013, la cual se realizó en distintas fechas del año, aunque original habría sido conjuntamente realizada con sus primarias presidenciales, el 30 de junio de 2013.
El 1 de mayo de 2013, luego de no lograr acuerdos entre los partidos, se decidió que no se llevarían a cabo las primarias parlamentarias de la coalición. El Partido Demócrata Cristiano (PDC) había desarrollado sus primarias internas en abril de ese año, a lo que se sumó el Partido por la Democracia (PPD) que fijó sus primarias para el 16 de junio de 2013.

## Primarias por partido

### Partido Demócrata Cristiano
El 7 de abril de 2013 el Partido Demócrata Cristiano realizó sus primarias parlamentarias en los distritos 2, 6, 10, 30, 37, 53, 56, 59 y 60. El candidato vencedor en cada primaria se encuentra en negrita.

#### Distrito 2
Correspondiente a las comunas de Alto Hospicio, Camiña, Colchane, Huara, Iquique, Pica y Pozo Almonte en la Región de Tarapacá.
|  | 69,91 % |

|  | 13,48 % |

|  | 9,61 % |

|  | 6,99 % |

#### Distrito 4
El 28 de abril se realizaron primarias parlamentarias del PDC en las comunas de Mejillones, Sierra Gorda, Antofagasta y Taltal, Región de Antofagasta.
|  | 47,93 % |

|  | 29,46 % |

|  | 22,61 % |

#### Distrito 6
Correspondiente a las comunas de Vallenar, Huasco, Freirina y Alto del Carmen en la Región de Atacama.
|  | 84,15 % |

|  | 15,85 % |

#### Distrito 10
Correspondiente a las comunas de Cabildo, Calera, Hijuelas, La Cruz, La Ligua, Nogales, Papudo, Petorca, Puchuncaví, Quillota, Quintero y Zapallar en la Región de Valparaíso.
|  | 52,07 % |

|  | 47,93 % |

#### Distrito 30
Correspondiente a las comunas de Buin, Calera de Tango, Paine y San Bernardo en la Región Metropolitana de Santiago.
|  | 53,14 % |

|  | 41,83 % |

|  | 5,04 % |

#### Distrito 37
Correspondiente a la comuna de Talca en la Región del Maule.
|  | 56,20 % |

|  | 43,80 % |

#### Distrito 53
Correspondiente a las comunas de Corral, Lanco, Máfil, Mariquina y Valdivia en la Región de Los Ríos.
|  | 50,88 % |

|  | 48,36 % |

|  | 0,76 % |

#### Distrito 56
Correspondiente a las comunas de Fresia, Frutillar, Llanquihue, Los Muermos, Puerto Octay, Puerto Varas, Puyehue, Purranque y Río Negro en la Región de Los Lagos.
|  | 50,74 % |

|  | 49,26 % |

#### Distrito 59
Correspondiente a las comunas de Aysén, Cisnes, Chile Chico, Coyhaique, Cochrane, Guaitecas, Lago Verde, Río Ibáñez, O'Higgins y Tortel en la Región Aysén del General Carlos Ibáñez del Campo.
|  | 58,79 % |

|  | 41,21 % |

#### Distrito 60

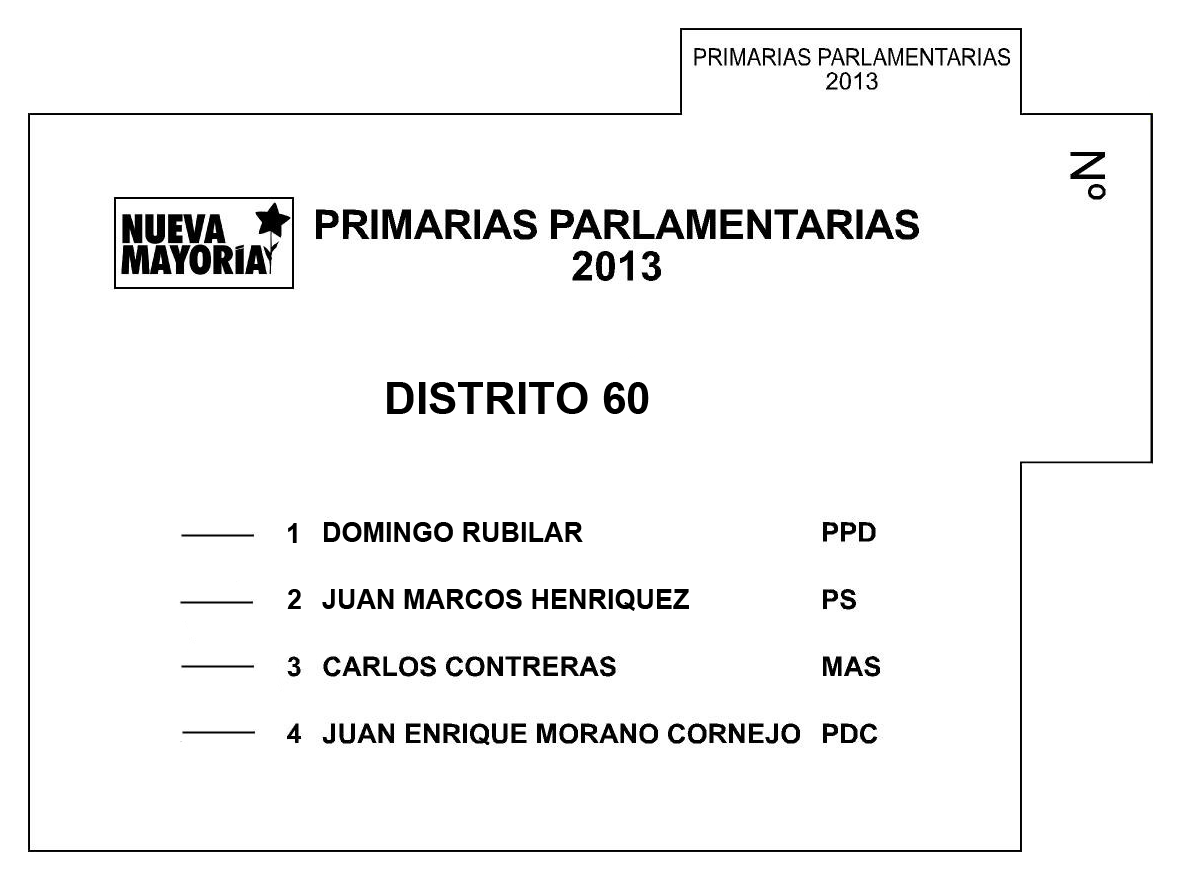
Facsímil del voto utilizado en las primarias del distrito 60.

Correspondiente a las comunas de Antártica, Cabo de Hornos, Laguna Blanca, Natales, Porvenir, Primavera, Punta Arenas, Río Verde, San Gregorio, Timaukel y Torres del Paine en la Región de Magallanes y de la Antártica Chilena.
|  | 37,84 % |

|  | 33,34 % |

|  | 28,82 % |

### Partido Radical Socialdemócrata
El 21 de abril de 2013, el Partido Radical Socialdemócrata realizó primarias para definir a sus candidatos a diputados en los distritos 4 y 15.

#### Distrito 4
|  | 74,19 % |

|  | 25,81 % |

#### Distrito 15
Correspondiente a las comunas de Algarrobo, Cartagena, Casablanca, El Quisco, El Tabo, San Antonio y Santo Domingo en la Región de Valparaíso.
|  | 57,53 % |

|  | 42,47 % |

### Partido por la Democracia
El 6 de mayo de 2013, el Partido por la Democracia decidió realizar primarias el día 16 de junio en La Reina-Peñalolén (distrito 24), Nueva Imperial (distrito 51) y Parral (distrito 40).

#### Distrito 24
Correspondiente a las comunas de La Reina y Peñalolén en la Región Metropolitana de Santiago.
|  | 55,11 % |

|  | 44,89 % |

#### Distrito 40
Correspondiente a las comunas de Cauquenes, Chanco, Longaví, Parral, Pelluhue y Retiro en la Región del Maule.
|  | 69,53 % |

|  | 30,47 % |

#### Distrito 51
Correspondiente a las comunas de Carahue, Cholchol, Freire, Nueva Imperial, Pitrufquén, Saavedra y Teodoro Schmidt en la Región de la Araucanía.
|  | 53,76 % |

|  | 46,24 % |

### Partido Socialista
Las direcciones comunales del Partido Socialista de Chile (PS) en Providencia y Ñuñoa llamaron a la realización de primarias parlamentarias "ciudadanas" en el distrito 21, que agrupa a ambas comunas. En mayo de 2013, el partido anunció la realización de primarias en las circunscripciones senatoriales de Los Ríos y Los Lagos, y para diputados en el distrito 58 de las provincias de Chiloé y Palena. Las votaciones se realizaron el 23 de junio. La primaria del distrito 58 fue ganada por Jenny Álvarez, mientras que Alfonso de Urresti triunfó en la primaria senatorial. Las primarias en Los Lagos fueron canceladas luego que Camilo Escalona bajara su candidatura, ya que a su juicio, no se daban todas las garantías de un proceso transparente, dejando libre el cupo del partido a Rabindranath Quinteros.

#### Circunscripción XVI
|  | 67,39 % |

|  | 32,61 % |

#### Distrito 58
Correspondiente a las comunas de Ancud, Castro, Chaitén, Chonchi, Curaco de Vélez, Dalcahue, Futaleufú, Hualaihué, Palena, Puqueldón, Queilén, Quellón, Quemchi y Quinchao en la Región de Los Lagos.
|  | 43,68 % |

|  | 34,43 % |

|  | 21,89 % |

## Primarias parciales y totales
Tras las primarias presidenciales que eligieron a Michelle Bachelet como candidata oficial de la coalición, los partidos llegaron a un acuerdo para elaborar una plantilla parlamentaria definitiva. Algunas de las parejas que compitieron en las elecciones de noviembre fueron determinadas mediante el mecanismo de primarias totales y primarias parciales, las cuales se realizaron el 4 de agosto.

### Primarias parciales
En este tipo de primarias se determinó a los compañeros de lista de las candidaturas previamente definidas. 

#### Distrito 2
La candidata ganadora de las primarias del Partido Demócrata Cristiano, Susan Sesnich fue bajada de su candidatura parlamentaria en julio de 2013 por el exceso de cupos del partido para las elecciones.
|  | 56,73 % |

|  | 43,27 % |

#### Distrito 3
Correspondiente a las comunas de Calama, María Elena, Ollagüe, San Pedro de Atacama y Tocopilla en la Región de Antofagasta.
|  | 39,18 % |

|  | 47,44 % |

|  | 13,38 % |

#### Distrito 10
|  | 57,71 % |

|  | 42,29 % |

#### Distrito 34
Correspondiente a las comunas de Chimbarongo, Las Cabras, Peumo, Pichidegua, San Fernando y San Vicente de Tagua Tagua en la Región del Libertador General Bernardo O'Higgins.
|  | 37,47 % |

|  | 62,53 % |

#### Distrito 55
Correspondiente a las comunas de Osorno, San Juan de la Costa y San Pablo en la Región de Los Lagos.
|  | 53,34 % |

|  | 46,66 % |

### Primarias totales
Esta primaria buscó resolver las parejas que finalmente compitieron en noviembre de 2013. Se trató de elecciones donde participaron tres o más candidatos, los cuales tuvieron que alcanzar el primer y segundo lugar de las preferencias para conformar la dupla definitiva para las elecciones.

#### Distrito 4
|  | 24,36 % |

|  | 15,01 % |

|  | 24,00 % |

|  | 36,62 % |

#### Distrito 17
Correspondiente a las comunas de Conchalí, Huechuraba y Renca en la Región Metropolitana de Santiago.
|  | 28,55 % |

|  | 41,65 % |

|  | 29,80 % |

#### Distrito 19

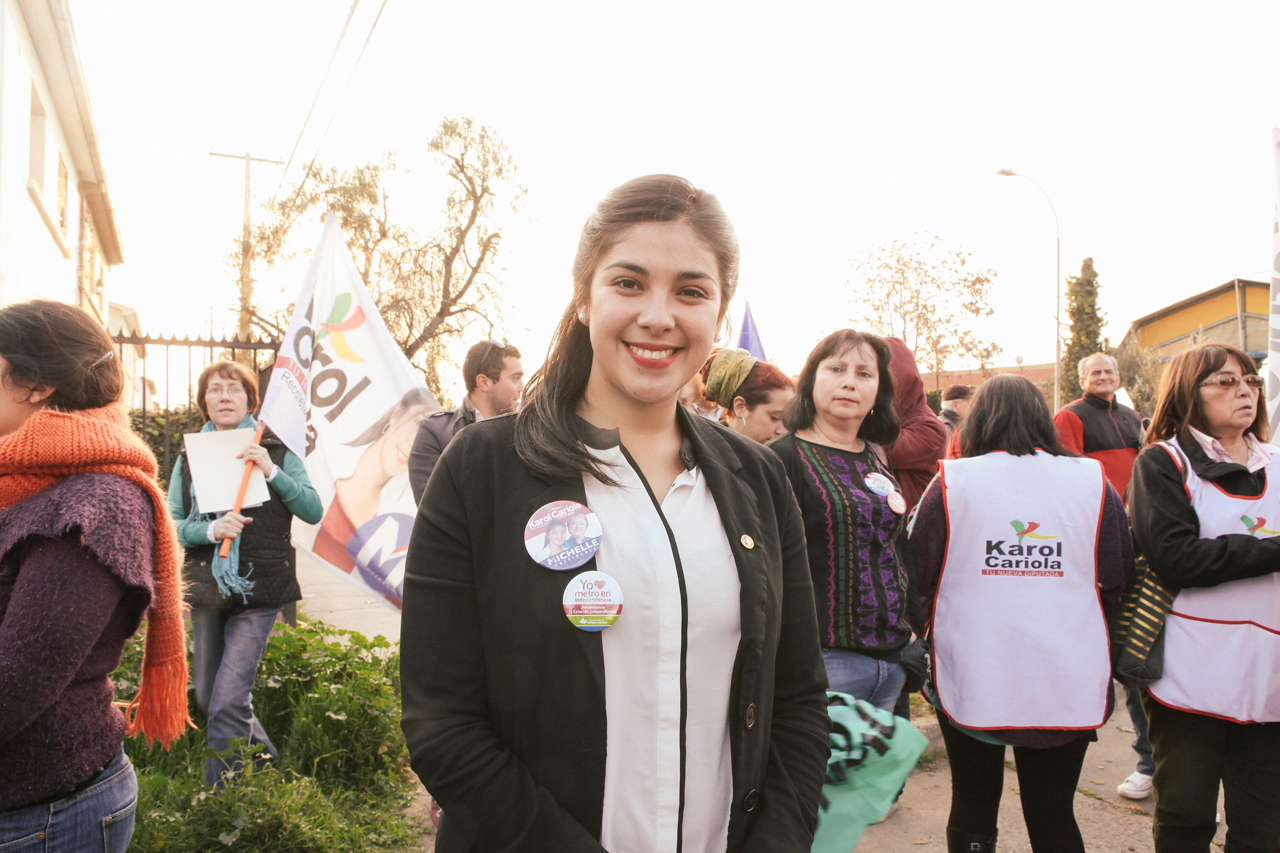
La comunista Karol Cariola fue la precandidata más votada de las primarias a nivel nacional.

Correspondiente a las comunas de Independencia y Recoleta.
|  | 18,28 % |

|  | 15,32 % |

|  | 14,29 % |

|  | 52,10 % |

#### Distrito 30
|  | 25,24 % |

|  | 26,61 % |

|  | 48,15 % |

#### Distrito 53
|  | 16,32 % |

|  | 11,34 % |

|  | 48,29 % |

|  | 24,05 % |

#### Distrito 60
|  | 32,27 % |

|  | 21,97 % |

|  | 5,22 % |

|  | 40,54 % |